# Litieră (zoologie)

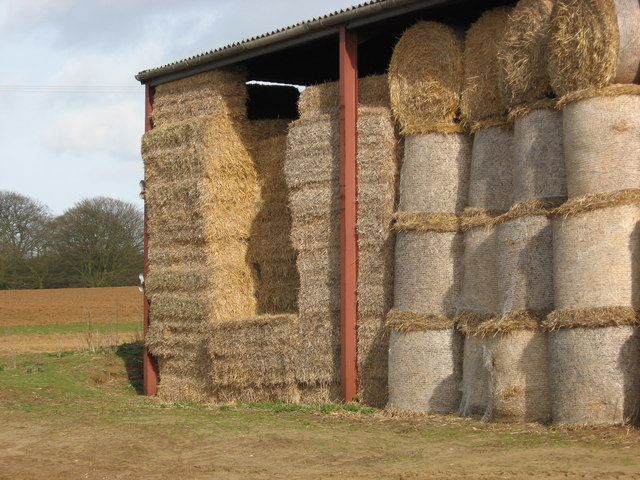
Paiele sunt frecvent folosite ca litieră

Litiera, în etologie și creșterea animalelor, este un material, de obicei organic, folosit de animale pentru a se așeza pe ele atunci când se odihnesc, stau nemișcate sau își fac nevoile. Aceasta reduce presiunea asupra pielii, pierderea căldurii și contaminarea cu microbi ale unui animal.